# 中國709維權律師大抓捕事件
中國709維權律師大抓捕事件，或稱中国大陆709扩大抓捕维权律师事件、709大抓捕，是指2015年7月9日起，中華人民共和國公安當局在多达23个省份大規模逮捕、傳喚、刑事拘留、帶走、失聯、約談了上百位律師、民間維權人士、上訪民眾及其親屬的事件，部份人士因此下落不明。
2016年1月12日，锋锐律师事务所主任律师周世锋、律师王全璋、实习律师李姝云、律师助理赵威被控涉嫌“煽动颠覆国家政权罪”被逮捕。同月，为总部设在美国的人权卫士紧急救助协会工作的瑞典人彼得·达林，因与锋锐律师事务所有关而在北京被拘。
在2017年3月举行的中华人民共和国全国两会上，时任最高人民法院院长周强、最高人民检察院检察长曹建明在工作报告中，都将“依法起诉、审结周世锋、胡石根等颠覆国家政权案”作为“坚决维护国家安全，特别是政权安全、制度安全”的重要政绩。美國國務卿布林肯2021年7月聲明，呼籲北京釋放被拘押或監禁的人、確保家人不受騷擾、恢復律師身份；他對受到不公正的拘留、審問和監禁的300多名律師和人權捍衛者表示敬意。

## 背景
2015年7月初，中華人民共和國刑法修正草案暫時擱置，中國各地的維權律師雖為擱置情況，但對未來不報樂觀的態度。中國維權律師王宇認為，刑法修正草案未依照國際標準，讓律師在刑事辯護上有豁免權，不論是中國死磕派律師、人權律师还是其他律師都會受到影響。

2015年7月8日，北京市朝陽區律師協會向全國人大常委会寄出快件，建議「拿掉」《刑法修正案（九）（草案）》二次審議稿中頗有爭議的第35條，同時暫緩增補第36條。律師團指出第35條的入罪主體有4類訴訟參與人，正視目前法律現實，此條款更可能成為辯護人量身訂做，「應當」的爭議也有可能構成入罪理由；第36條應增加“但書”：「但律師在履行代理或辯護職責的除外。」以此作為律師職業保護的平衡條款。
刑九草案二審稿第35條擬在現行刑法第308條增加如下內容：司法工作人員、辯護人、訴訟代理人或者其他訴訟參與人，洩露依法不公開審理的案件中不應當公開的資訊，造成資訊公開傳播或者其他嚴重後果的，處三年以下有期徒刑、拘役或者管制，並處或者單處罰金。
刑九草案二審稿的第36條，為擬在刑法第309條擾亂法庭秩序罪中，增加兩項適用規定：侮辱、誹謗、威脅司法工作人員或者訴訟參與人，不聽法庭制止，嚴重擾亂法庭秩序的；有其他擾亂法庭秩序行為，情節嚴重的。

## 事件過程

### 王宇律師一家失蹤
依據香港團體「中國維權律師關注組」聲明，2015年7月9日凌晨起，北京著名人權律師王宇、其丈夫包龍軍（律師）及16歲兒子包卓軒陸續失蹤，王宇最後一次對外發出訊息是在7月9日凌晨4點17分，由她的朋友在兩小時後讀取。該則訊息稱：門外有人試圖撬開我的門鎖。然而在此之後，外界便再也無法與王宇取得聯繫。王宇所在社區的保安透露，凌晨四點左右，大約二十到三十名員警以抓吸毒人員為名，包圍了王宇所住的單元樓，並帶走一人。在此之前，王宇曾在凌晨3點發出一則訊息稱：家裡的電源和網路均被掐斷；而且聽見門外有人撬門；另外，從凌晨1點開始，她就再也無法與她的丈夫和兒子取得聯絡。7月8日晚，王宇曾在北京國際機場為丈夫及兒子送行。第二日，王宇的朋友從機場查詢得知，王宇的丈夫及兒子並未離開過中國。
失聯後，王宇的律師及朋友不斷向當地警方查詢三位的下落，但截至目前，警方一直矢口否認或拒絕回應。

### 一些律師被政府人员帶走
2015年7月10日北京鋒銳律師事務所四名成員——律師事務所主任周世鋒律師、周世鋒助理李姝雲律師、財務總監王方，以及行政助理劉四新，陸續被不明身份人士帶走調查或不明原因失踪。該律所曾代理多起著名人權個案，同時也是王宇律師執業的單位。
自本日起，搜捕行動擴大，48小時內北京、天津等15個省市，陸續有維權律師與維權人士被捕。
2015年7月11日，維權律師李方平，被江西省萍鄉安源區鳳凰派出所警察帶走。

## 中國官方說法
2015年7月12日，中國共產黨中央委員會機關報《人民日報》刊登新華社在7月11日發出的《揭開「維權」事件的黑幕》一文，證實有部份律師遭逮捕和傳喚，宣稱「公安部指揮摧毀一個以北京鋒銳律師事務所為平臺，『維權』律師、推手、『訪民』相互勾連、滋事擾序的涉嫌重大犯罪團夥」。該文說：
|  | 「在公安部的部署指揮下，經北京、天津、黑龍江、山東、福建等多地公安機關縝密偵查，日前，備受關注的翟岩民、吳淦等人涉嫌嚴重犯罪案件又有最新進展—根據犯罪嫌疑人的進一步供述和更多的案件線索指向，公安部部署指揮北京等地公安機關集中行動，摧毀一個以北京鋒銳律師事務所為平臺，自2012年7月以來先後組織策劃炒作40餘起敏感案事件、嚴重擾亂社會秩序的涉嫌重大犯罪團夥。」 並引述被捕的維權人士的陳述，指控「維權律師」和「維權事件」是擾亂社會治安的犯罪行為。 |

中国中央电视台新闻频道也做了类似《人民日報》的报导。

## 被捕者
依「中國維權律師關注組」網站訊息，截至2015年8月21日18:00，至少276名律師、律所人員、人權捍衛者和家屬被拘留、帶走、失聯、約談、傳喚、短期限制人身自由或限制出境。8月28日止，總人數為277人。9月4日止，總人數為284人。9月18日止，總人數為 286人。

### 被刑拘／監視居住
- 律師12人：[10][24][25][26]
  1. 王宇：北京，鋒銳所，7月9日04:00被帶走，以涉嫌「煽動顛覆國家政權罪」被指定居所監視居住。
  2. 包龍軍：北京，7月9日03:00開始未能聯絡，因涉嫌「煽動顛覆國家政權罪」和「尋釁滋事罪」被指定居所監視居住；8月28日警方以「涉嫌危害國家安全犯罪」為由不准予律師會見。
  3. 王全璋：北京，鋒銳所，7月10日13:00開始未能聯絡，以涉嫌「煽動顛覆國家政權罪」、「尋釁滋事罪」被刑拘，其北京住所8月5日被公安搜查；8月31日律師獲知強制措施由刑事拘留變更為指定居所監視居住。
  4. 劉四新：北京，鋒銳所行政助理，因審判不公被除牌，10日08:45開始未能聯絡，以涉嫌「尋釁滋事罪」和危害國家安全犯罪刑拘在天津河西看守所。
  5. 謝遠東：北京，鋒銳所實習律師，7月10日被從家裏帶走，同日被以涉嫌「煽動顛覆國家政權罪」被指定居所監視居住。
  6. 李和平：北京，7月10日14:00 被警方帶走，失蹤已逾63天，被採取刑事強制措施。
  7. 李春富：北京，李和平律師之弟，8月1日約2200被天津警方抄家帶走。9月15日律師被告知李春富已被監視居住，但地點不明。
  8. 謝燕益：北京，7月10日下午約談，12日早上被帶走，中午被抄家，被採取刑事強制措施。
  9. 周世鋒：北京，鋒銳所，7月10日07:30被帶走刑拘。
  10. 黃力群：北京，鋒銳所，7月10日 08:30開始未能聯絡，已被刑拘。
  11. 隋牧青：廣東廣州，7月10日23:40 被帶走，以涉嫌「煽動顛覆國家政權罪」被指定居所監視居住。
  12. 謝陽：湖南，7月11日05:40被帶走，未能聯絡，以涉嫌「煽動顛覆國家政權罪」、「擾亂法庭秩序罪」被指定居所監視居住。
  13. 陳泰和：廣西，7月13日以涉嫌「尋釁滋事罪」被刑拘，羈押於桂林三看，16日下午首次會見律師覃永沛，後不再允許會見。至8月13日轉至家中監視居住。律師無法獲知案情，通信需要批准。陳和其太太名下的所有銀行帳號遭查封。
- 其他11人：
  1. 趙威：又名考拉，北京，李和平律師助理，7月10日17:00被帶走，以涉嫌「尋釁滋事罪」和危害國家安全犯罪被刑拘在天津河西看守所。
  2. 高月：北京，李和平律師助理，7月20日以涉嫌「煽動顛覆國家政權罪」被指定居所監視居住。
  3. 勾洪國：又名戈平，天津人，7月10日上午在北京被天津國保帶走，以涉嫌「尋釁滋事罪」被監視居住。8月24日當局修改為「煽動顛覆國家政權罪」。
  4. 劉永平：又名老木 ，北京，7月10日確認被捕，以涉嫌「尋釁滋事罪」被監視居住。
  5. 王芳：湖北武漢，7月28日上耿彩文家被帶走，以涉嫌「尋釁滋事」被行政拘留15天，後轉刑拘，現羈押於武漢第一看守所。
  6. 尹旭安：湖北武漢，7月28日被抄家帶走，以涉嫌「尋釁滋事」被行政拘留15天，後再加長10天。8月20日被轉刑拘，被拘逾45天
  7. 林斌：望雲和尚，福建，7月10日中午在四川成都機場被帶走，失蹤已逾63天，其主持的寺廟福建九仙禪寺7月9日被查抄，其母8月16日被強行帶離該寺，8月28日確認被天津警方以涉嫌危害國家安全被指定居所監視居住。
  8. 劉金蓮：化名「劉亞傑」，廣州，因涉及「王宇文化衫」事件，8月28日被新塘永新派出所帶走，已逾14天。8月31日核實被刑拘，所涉罪名為「尋釁滋事罪」，現關押於增城市看守所，與劉正清律師會見被中斷。
  9. 黃永祥：廣州，因涉及「王宇文化衫」事件，8月28日被新塘永新派出所帶走。現關押於增城市看守所。當局以涉嫌危害國家安全不允律師會見。。
  10. 衛小兵（廣州，因涉及「王宇文化衫」事件，8月28日被新塘永新派出所帶走。現關押於增城市看守所。
  11. 賴日福：化名「花滿樓」，廣州，因涉及「王宇文化衫」事件，9月9日下午被帶走，家中物件被員警查抄。11日律師會見，得知涉及「尋釁滋事罪」。

### 強迫失蹤／去向未明
- 律師1人：李姝雲（鋒銳所律師）
- 其他5人：王芳（鋒銳所會計）、胡石根。[10][25][26]

### 軟禁
- 其他4人：包蒙蒙（王宇兒子）、沈愛斌。[10][25]

### 限制出境
- 律師12人：[10][27]
  1. 張慶方：北京，許志永辯護人，8月3日準備和女兒及朋友的孩子從首都機場飛去美國，被攔截，理由是接北京公安局通知，出境可能危害國家安全。
  2. 梁小軍：北京，8月20日欲帶妻兒經由日本赴美學習訪問，在首都機場被攔截，理由是出境可能危害國家安全。
  3. 蔡瑛：湖南，李和平律師辯護人，8月17日欲從長沙飛往台灣被攔截，被告知北京公安局指示他出境可能危害國家安全。
  4. 斯偉江：上海，8月11日在浦東機場被北京市公安局限制出境。
  5. 李方平：北京， 7月下旬在廣東深圳福田口岸被攔截，理由是出境可能危害國家安全。
  6. 李國蓓：北京，9月6日 北京機場被攔截，禁止出境。理由是出境可能危害國家安全。
  7. 陳建剛：北京，9月6日，北京機場被攔截，禁止出境。理由是出境可能危害國家安全。
  8. 陳武權：廣東深圳，8月16日在羅湖口岸被攔截，理由是出境可能危害國家安全。
  9. 燕文薪：北京，8月21日在深圳羅湖口岸被限制出境。
  10. 葛永喜：廣東，9月5日 下午從深圳福田口岸準備出境前往香港，被邊檢工作人員告知：北京市公安局以葛永喜出境可能危害國家安全，限制其出境。
  11. 劉正清：廣東，9月6日 中午 深圳福田口岸被攔截，以出境可能危害國家安全，限制其出境。
  12. 黃思敏：湖北，9月6日 黃思敏準備從武漢去香港，但在機場被邊檢攔下，工作人員稱「北京市公安局說你可能危害國家安全」。
- 其他6人：
  1. 包蒙蒙 ：王宇兒子，北京。
  2. 向莉：北京，7月16日被禁止出境。
  3. 鋒銳所某律師的孩子：北京，在上海讀大學，8月2日和同學隨老師前往牛津做交換生，在機場被攔截，理由是可能危害到國家安全。
  4. 李和平律師兒子：北京，15歲，8月17日在鄭州辦理護照，顯示由北京公安局發出的限制出境標注。
  5. 李和平律師女兒：北京，5歲，8月17日在鄭州辦理護照，顯示由北京公安局發出的限制出境標注。
  6. 劉亞傑女兒：廣東，8月份，港澳通行證被當局強行剪毀。
  7. 謝陽律師大女兒：湖南，14歲，2016年12月從深圳前往香港出海關時，發現被限制出境。

### 被短暫拘留、強制約談、傳喚
截至2015年8月21日18:00，至少241名律師/律所人員/人權工作者，被拘留/帶走/失聯/約談/傳喚/短期限制人身自由。8月28日，人數為243人。9月4日止，總人數為248人。9月11日止，總人數為251人。

### 被查抄律師事務所
共有3家，包括北京鋒銳律師事務所，李金星律師辦公室、北京高博隆華律師事務所(李和平律師所在事務所)。
2018年3月19日，北京市司法局吊销了北京锋锐律师事务所执业证，2018年11月9日又註销执业许可证。
|        | 2015-09-18 | 2015-09-18 | 2015-09-18 | 2015-08-21 | 2015-08-21 | 2015-08-21 | 2015-07-13 | 2015-07-13 | 2015-07-13 |
| 地區   | 總人數     | 被拘       | 約談       | 總人數     | 被拘       | 約談       | 總人數     | 被拘       | 約談       |
| ------ | ---------- | ---------- | ---------- | ---------- | ---------- | ---------- | ---------- | ---------- | ---------- |
| 北京   | 60         | 17         | 43         | 57         | 18         | 39         | 23         | 13         | 10         |
| 廣東   | 45         | 5          | 40         | 37         | 1          | 36         | 10         | 1          | 9          |
| 江蘇   | 25         | 0          | 25         | 25         | 3          | 22         | 0          | 0          | 0          |
| 山東   | 24         | 0          | 24         | 23         | 0          | 23         | 16         | 1          | 15         |
| 湖南   | 21         | 1          | 20         | 21         | 1          | 20         | 15         | 2          | 13         |
| 廣西   | 17         | 1          | 16         | 17         | 1          | 16         | 1          | 0          | 1          |
| 上海   | 16         | 0          | 16         | 17         | 0          | 17         | 0          | 0          | 0          |
| 河南   | 12         | 0          | 12         | 14         | 0          | 14         | 8          | 0          | 8          |
| 浙江   | 10         | 0          | 10         | 10         | 0          | 10         | 13         | 1          | 12         |
| 福建   | 8          | 0          | 8          | 8          | 0          | 8          | 1          | 0          | 1          |
| 重慶   | 8          | 0          | 8          | 8          | 0          | 8          | 0          | 0          | 0          |
| 湖北   | 6          | 2          | 4          | 6          | 3          | 3          | 1          | 0          | 1          |
| 天津   | 6          | 0          | 6          | 6          | 0          | 6          | 0          | 0          | 0          |
| 貴州   | 5          | 0          | 5          | 5          | 0          | 5          | 3          | 1          | 2          |
| 四川   | 4          | 1          | 3          | 3          | 1          | 2          | 1          | 1          | 0          |
| 遼寧   | 3          | 0          | 3          | 3          | 1          | 2          | 1          | 0          | 1          |
| 黑龍江 | 3          | 0          | 3          | 3          | 0          | 3          | 1          | 0          | 1          |
| 河北   | 3          | 0          | 3          | 3          | 0          | 3          | 4          | 1          | 3          |
| 雲南   | 3          | 0          | 3          | 3          | 0          | 3          | 3          | 0          | 3          |
| 甘肅   | 2          | 0          | 2          | 2          | 0          | 2          | 2          | 0          | 2          |
| 江西   | 2          | 0          | 2          | 2          | 0          | 2          | 1          | 0          | 1          |
| 安徽   | 1          | 0          | 1          | 1          | 0          | 1          | 0          | 0          | 0          |
| 陝西   | 1          | 0          | 1          | 1          | 0          | 1          | 1          | 0          | 1          |
| 山西   | 1          | 0          | 1          | 1          | 0          | 1          | 1          | 1          | 0          |

## 认罪取保
- 2016年7月7日，李和平的女助理赵威认罪取保，不过目前下落不明；
- 2016年7月底，王宇认罪取保，不过目前下落不明；
- 2016年8月5日，任全牛认罪取保；
- 2017年5月8日，谢阳当庭认罪，次日取保，但仍受严密监控；[30]

## 定罪判刑
被逮捕的人权律师、人权活动家都关押于天津市看守所，并受天津市中级人民法院的审判。
- 2016年8月2日，翟岩民因“颠覆国家政权罪”被判处有期徒刑三年，缓刑四年，剥夺政治权利四年。
- 2016年8月3日，胡石根因“颠覆国家政权罪”被判处有期徒刑七年半，剥夺政治权利五年。
- 2016年8月4日，周世锋因“颠覆国家政权罪”被判处有期徒刑七年，剥夺政治权利五年。[31]
- 2016年8月5日，勾洪国因“颠覆国家政权罪”被判处有期徒刑三年，缓刑三年，剥夺政治权利三年。[32]
- 2017年4月28日，李和平因“颠覆国家政权罪”被判处有期徒刑三年，缓刑四年，剥夺政治权利四年。[33]
- 2017年12月26日，长沙市中级人民法院宣布谢阳颠覆国家政权罪、扰乱法庭罪罪名成立，但由于未造成严重的社会危害，且他归案后悔罪、认罪，依法免于刑事处罚。然而，被判同样罪名的吴淦，却因“犯罪行为积极，情节恶劣，社会危害性大，主观恶性深”被判有期徒刑八年、剥夺政治权利五年。[34]
- 2019年1月28日，天津市第二中级人民法院依法宣判王全璋颠覆国家政权案，认定王全璋犯颠覆国家政权罪，判处其有期徒刑四年六个月，剥夺政治权利五年。[35]

## 媒体评论
事件发生后，《环球时报》评论说，美国国务院以及台湾、香港一些「极端力量」对抓捕事件的指责令内地群众反感——抓捕行动不应该受外部力量的干扰。国内外反体制力量可能勾结，拘留滋事律师可以使中国社会治安更平稳。《自由時報》尤英夫律師投書，指中國「依法『抓律師』治國」，呼籲台灣律師界嚴正抗議。關鍵評論網认为抓捕維權律師是“紅色恐怖”。台灣海外網认为抓捕維權律師是“預防性鎮壓”。

## 外界反應

### 外國政府、國際政界人士
- 美國國務院：發言人柯比（John Kirby）7月12日發表書面聲明指出：「最近幾天，中國公安人員有系統地拘留以和平方式捍衛他人權利的人，其中包括以合法方式挑戰官方政策的人，美國國務院對此感到十分震驚。中國新的國家安全法，被用來作為侵犯人權的法律依據，引起美國的深切關注。美國強烈敦促中國政府，尊重所有公民的權利，釋放所有因为尋求保護中國公民權利而被拘留的人。」[40][41]
- 德国经济部长、副总理西格马·加布里爾在2016年11月访华期间，会见了多名中国异议人士，并且呼吁中国政府释放被关押的人权律师。[42]总理默克尔于2018年5月底访华期间亦会见了两名被扣押律师王全璋和余文生的妻子李文足及许艳，并接受了李文足交给默克尔的一封中英文对照的信[43]。
- 中華民國行政院大陸委員會：7月12日發表嚴正呼籲「大陸應落實尊重和保障人權的普世理念，以積極、正向的態度推進人權、自由發展、聆聽民意，方能拉近兩岸民心與價值距離」，並且強調將持續密切關注後續事態發展[44][45]。
- 臺灣民主進步黨：7月12日，民進黨發言人王閔生表示：「繼管制大學校園言論、限制網路和新聞自由之後，中方大動作拘捕多名維權人士，是箝制中國人民自由一系列高壓作為的展現，明顯違反人權，我們對此表達嚴重的關切，並呼籲北京應停止壓制人民自由之作為。我們也要求行政院大陸委員會，向北京提出正式關切，表達我方重視人權與民主自由價值之堅定立場。 」王閔生表示：「經濟發展帶來生活的改善，人民勢將追求民主、自由與人權，這是人性的自然流露，不可能被壓制，統治者應傾聽民心所趨而非採行高壓統治，否則最終難免失去民心。我們相信，讓中國人民物質無虞，並且能夠擁有民主、自由與尊嚴，才是真正的中國夢。」[46]
- 英国驻华大使馆：大使馆在7月17日发表新浪微博称，英国政府全力支持欧盟发表关于中华人民共和国人权近况的声明。该条帖子仍然可以浏览，但是已经无法转发和评论。2016年8月8日，大使馆发表新浪微博，内容为“欧盟发言人关于中国律师和人权卫士被指控颠覆国家政权罪的声明”，并附有该声明的网页链接[47]（中国无法打开）及截图。[48]

### 國際人權組織
- 台灣人權促進會7月12日發起公民社會連署，台灣聲援中國人權律師網絡邀集多個台灣人權團體及立法委員於7月13日舉行記者會，抗議中國政府逮捕律師[49]。
- 國際特赦組織：7月13日發表聲明，呼籲中國政府公開遭拘留者的下落與其法律地位，保證這些人均可以不受限制地與家人、律師會面，並且確保他們無受酷刑或其他虐待之虞[50][51]。
- 2015年7月16日，拥有联合国人权理事会授权的联合国人权调查员发表声明，要求中国停止打压律师并立即释放那些没有被控罪的人士。调查员表示中国对律师的打压有可能违背了联合国人权宣言、联合国律师角色的基本原则以及中国自己的刑事程序。联合国人权办公室发表声明称，律师绝不应该由于履行自己的职责而受到惩罚、制裁或威胁。[52]

#### 中国人权律师节

##### 第一屆中國人權律師節
2017年6月15日，香港中国维权律师关注组、公民力量、臺灣聲援中國人權律師網絡等12个人权组织发布通告，将2015年7月9日定为首个“中国人权律师节”，并且筹划当天在美港台三地举行首届人权律师节系列活动，彰显中国人权律师的勇气、智慧和抗争，推动国际社会对中国的人权状况持续关注和支持。

##### 第二屆中國人權律師節
2018年7月9日，第二屆「中國人權律師節」在於洛杉磯中領館前舉行，美國視覺藝術家協會、洛杉磯香港論壇、中國社會民主黨、中國民主陣線南加州分部等多個長期關注中國人權議題團體均到場聲援，呼籲各界關注中共非法關押人權律師、箝制人民言論與宗教自由等非法行為。眾人在現場大合唱《正義律師之歌》。此活動由洛杉磯中國民主平台（LACD）籌劃主辦，旨在以行動支持在中國受迫害的律師。曾遭迫害的中國維權律師劉士輝介紹了高智晟、王全璋、江天勇等多位律師，在中國維權但遭判刑、受殘酷迫害的現況。

##### 第三屆中國人權律師節
2019年7月7日， 第三届中国人权律师节暨第二届中国人权律师奖颁奖典礼在台北举行。第二届中国人权律师奖颁给了湖北的人权律师唐荆陵。

##### 第五屆中國人權律師節
2021年7月9日，第5届中国人权律师节舉行，2021年度的"中国人权律师奖"颁给常玮平和丁家喜。

##### 第九屆中國人權律師節
2025年7月9日，第九屆人權律師節在東京大學舉行，本屆中國人權律師獎頒發給盧思位和李國蓓。

### 个人评论
- 纽约大学法学院教授孔杰荣（杰罗姆·艾伦·柯恩）表示，中国当局的做法正在使中国许多杰出的维权律师离开中国，这损害了中国人权事业的发展，也损害了中国的法制进程。他认为当局这样做不仅不会减轻当前政府面临的压力，还会招致更多异见人士的出现以及人民更多的不满。
- 明镜集团的何频说：“在任何时代都会有一些勇敢的人，但是大部分人他们要为了自己的生计，为了自己的安全，即使他们自己是英雄，他们也要担心自己的家人、朋友和同事。所以我相信很多人不得不妥协，不得不在这种恐惧的气氛之下生活。但是中国的法治就没有了，中国的政治文明就更遥远了。”
- 时政评论人士、牧师郭宝胜说：“这次的‘709’大审判也被认为是‘披着司法外衣的大批斗’。它（中共当局）通过大批斗这种方式让被告人好像是心悦诚服，好像是对政权佩服得五体投地。给老百姓也造成虚假的假象。”[58]
- 为了支持声援被中共秘密审判的709王全璋律师，洛杉矶、拉斯维加斯民主人士用人体排出了王全璋的名字。并削发支持709律师的妻子们，为了支持丈夫“我可以无发，你不能无法”的抗议声援活动。陈维明率先削发。他说709律师的妻子们为了声援自己的丈夫，可以把美丽的飘飘长发都削掉，我们七尺男儿何须可惜自己的头发[59]。

### 其他

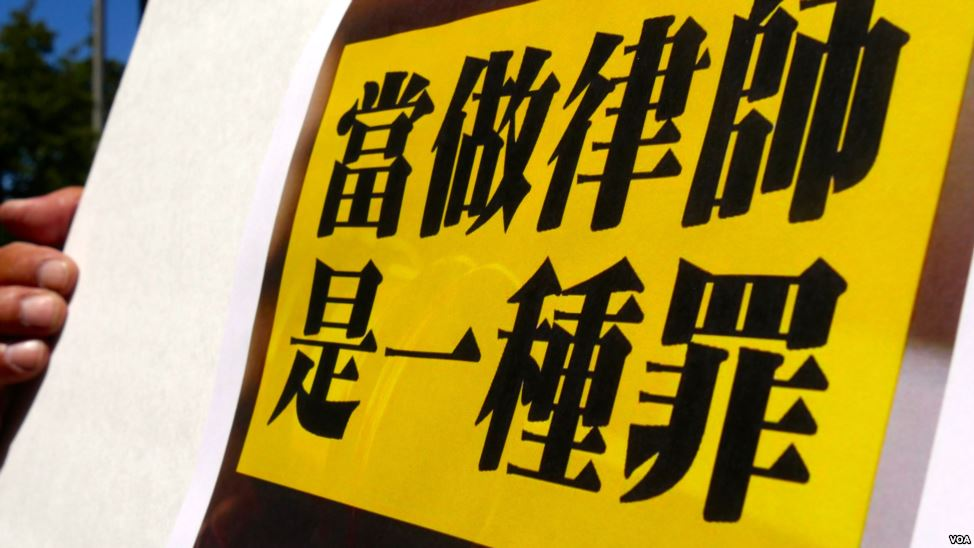
洛杉磯華人聲援中國維權律師

- 香港市民支援愛國民主運動聯合會(香港支聯會)：7月12日，發表聲明要求「立即釋放被捕維權律師」[60]；7月13日，發動遊行至中聯辦抗議，認為是有組織地打壓維權律師，是極大災劫。支聯會要求釋放維權律師，以及停止再以「莫須有」的罪名進行打壓[61]。
- 美中兩國於8月20至21日在華盛頓展開新一輪「人權對話」的同時，美國華盛頓的華僑民眾，於8月13日下午5點聚集在中國駐美大使館門口，抗議中國政府一個月以來在全國大規模鎮壓維權律師的做法。[62]
- 香港的中國維權律師關注組、支聯會、天主教正義和平委員會以及中大學生會等團體的幾十位成員，於8月25日下午舉行「釋放律師！往郵政總局寄明信片行動」。他們手持信箱、橫幅、紙牌，呼喊「釋放維權律師」等口號，從中環的匯豐銀行總部遊行到郵政總局，將近期收集到的700多張明信片及全球超過50個團體的聯署信，寄給中國公安部部長郭聲琨，要求嚴格按照法律，保障公民的權利，立即釋放7月10日打壓行動中仍在押律師和律所人員。[63][64]
- 香港中大學生會、中國維權律師關注組和支聯會，9月17日在中大學生往來密集的文化廣場舉行露天講座，由中國維權律師關注組執委張耀良大律師、支聯會副主席蔡耀昌和中國問題專家、中大兼職教授林和立，介紹中國維權律師所面臨的打壓逆境。[65]

## 外部連結
- 北京锋锐律师事务所官方網站
- 維權網（页面存档备份，存于）
- 中国维权律师关注组发布的被抓捕律师的最新消息（页面存档备份，存于）
- 追查国际对中共迫害维权律师709事件的追查公告（页面存档备份，存于）